# الله‌آباد (بردسکن)
الله‌آباد نام روستایی از توابع بخش شهرآباد شهرستان بردسکن در استان خراسان رضوی است. این روستا در دهستان شهرآباد قرار دارد و براساس سرشماری مرکز آمار ایران در سال ۱۳۸۵، جمعیت آن زیر سه خانوار بوده است. از جاذبه‌های گردشگری آن می‌توان به امامزاده الله‌آباد اشاره نمود.